# علمداری
علمداری، روستایی از توابع بخش مرکزی شهرستان مسجدسلیمان در استان خوزستان ایران است. از سال ۱۳۹۰ به بعد این روستا بدلیل آبگیری سد گتوند به زیر آب فرو رفت و اکنون تنها از آن ویرانه های بر جای مانده است که با کم شدن مقدار دریاچه سد، آثار بناهای تخریب شده پدیدار میگردد.

## جمعیت
این روستا در دهستان جهانگیری قرار دارد و براساس سرشماری مرکز آمار ایران در سال ۱۳۸۵، جمعیت آن ۵۷ نفر (۱۲خانوار) بوده‌است.ساکنان این روستا از طایفه منجزی و تیره مال احمدی بودند.که هنوز به عنوان عشایر از این روستا استفاده میکنند.